# Daichi Soga
Daichi Soga (曽我 大地 Soga Daichi?), född 10 mars 1998 i Hiroshima prefektur, är en japansk fotbollsspelare.
Soga började sin karriär 2015 i Gainare Tottori. Han spelade 12 ligamatcher för klubben.